# 아트 버틀러
아서 에드워드 "아티" 버틀러(Arthur Edward "Artie" Butler, 1887년 12월 29일 ~ 1984년 10월 7일)는 미국의 전 프로 야구 선수이다. 1910년대 초중반에 메이저 리그 베이스볼(MLB)에서 내야수로 활약했으며, 우투우타였다. 6시즌 동안 보스턴 러스틀러스, 피츠버그 파이리츠, 세인트루이스 카디널스에서 뛰었다. 통산 454경기에 출전해 311안타, 3홈런, 181득점, 98타점, 54도루를 기록했다.